# دیر ماما
دیر ماما (به عربی: دیر ماما) یک روستا در سوریه است که در ناحیه مرکزی مصیاف واقع شده‌است. دیر ماما ۲٬۹۸۵ نفر جمعیت دارد.